# Nikita Iljič Tolstoj
Nikita Iljič Tolstoj (Vršac, 15. april 1923 —  Moskva, 27. jun 1996) bio je sovjetski i ruski lingvista i slavista, folklorista, univerzitetski profesor i akademik. doktor fililoških nauka, profesor Akademik Akademije nauka SSSR (od 1987; dopisni član od 1984). 
Autor je više stotina radova o istoriji slovenskih književnih jezika, slovenskoj dijalektologije,o  staroslovenskom i crkvenoslovenskom jezicima, etnolingvistici i leksikologiji. 

## Biografija
Rođen u Vršču u Kraljevini SHS, gde je prvo završio osnovnu  školu, nakon čega je završio i Prvu rusko-srpsku gimnaziju za decu ruskih emigranata, o čemu je ostavio memoare. Spored njegove porodice je tokom 1943-1944. bio je u vezi sa partizanima, a  1944. godine se pridružio kao dobrovoljac Crvenoj armiji i ratovao je u Mađarskoj i Austriji.
Nakon Drugog svetskog rata njegov otac i stric podnose zahtev sovjetske vlade kako bi njihovim porodicam bio odobren povratak u Rusiju. S obzirom na njhovu pomoć Crvenoj armiji dozvola je bila odobrena, ali otac  i stric su morali da napišu  osuđujuće pismo protiv svoje tetke u emigraciji. Odmah nakon povratka Tolstoj upisuje filološki fakultet Moskovskog državnog univerziteta Lomonosov (odsek "Bugarski jezik i književnost" ). Tokom postdiplomskih studija predaje u  MGIMO (1952-1956). 1954 godine je odbranio postdiplomski rad "Kraći i duži oblici prideva u staroslovenskom jeziku ". Doktorirao je 1972. sa tezom "Pokušaj semantičke analize slovenske geografske terminologije". 
Radio je na Institutu za slavistiku i balkanistiku Akademije nauka SSSR; od 1968. godine predaje na Moskovskom državnom univerzitetu. 
Predsednik sovjetskog,a kasnije i ruskog komiteta slavista (1986-1996). Njegova supruga je Svetlana Tolstoj. Podignut mu je spomenik u Vršcu aprila 2023. godine.

### Porodica
Praunuk Lava Tolstoja. Njegov otac, Ilija Iljič Tolstoj (1897–1970) je bio pre emigracije mornarički oficir, a nakon povratka u Rusiju vanredni profesor Moskovskog  državnog univerziteta Lomonosovа, autor prvog u Sovjetskom savezu i sve do sada najpopularnijeg u Rusiji i bivšem SSSR srpsko-hrvatsko-ruskog rečnika.

## Naučna delatnost
Tolstoj je autor koncepta "slovenske jezičke situacije". Predložio je pojam "drevnoslovenski jezik" kao zajednički za staroslovenski i crkvenoslovenski književni jezik. 
Osnivač je sovjetske  etnolingvistike. Tokom 50-h godina je istraživao bugarske dijalekte u Besarabijiј, području Azovskog mora i u Bugarskoj. Tražio je prapostojbinu slovenskih jezika  na jugu Beloruskog Polesja  (sam je rukovodio ekspedicijama 1962-1986). Pokretač je stvaranja rečnika Slovenske starine. 

## Radovi
- Slovenska geografska terminologija: semasiološke studije / Urednik S. B. Berštejnб Мoskva, 1969.
- Istorija i struktura slovenskih književnih jezika Архивирано на веб-сајту  (3. децембар 2021) .Moskva., 1988.
- https://www.rastko.rs/projekti/etnoling/delo/12081

## Spoljašnje veze
- Biografija na sajtu SANU
- Manje znani Tolstoj iz Srbije („Politika”, 26. maj 2020)
- Svečana akademija „Stogodišnjica rođenja akademika Nikite I. Tolstoja” (SANU, 11. april 2023)
- KO JE NIKITA TOLSTOJ KOJEM SE DANAS OTKRIVA SPOMENIK U VRŠCU: Rusiju je zvao otadžbinom, a Srbiju domovinom („Večernje novosti”, 14. april 2023)
- Nikita Tolstoj je Srbiju smatrao svojom domovinom („Politika”, 13. april 2023)